# Liste der NBA-Finalserien
Die Liste der NBA-Finals führt die Endspielserien um die Meisterschaft der National Basketball Association (NBA) seit 1947 auf. Es wird im Modus Best-of-Seven gespielt. Wer als erstes Team in der Serie vier Spiele gewinnt, ist der Gewinner der Meisterschaft und der Larry O’Brien Championship Trophy. Sie ist benannt nach dem dritten NBA-Commissioner Larry O’Brien. Seit 1969 wird der wertvollste Spieler der Finalserie mit dem NBA Finals MVP Award ausgezeichnet.
Von den beiden Finalisten stammt seit 1970 jeweils einer aus der Western Conference und einer aus der Eastern Conference, die wiederum in drei Divisions unterteilt sind. Vorher hatte es, aufgrund der kleineren Anzahl an Teams, nur zwei übergreifende Divisions Western und Eastern gegeben.
Bis zum Zusammenschluss mit der National Basketball League (NBL) im Jahr 1949 hieß die Liga Basketball Association of America (BAA).

## Chronologie

### Von 1947 bis 1970
| Saison  | Sieger West Div.       | Sieger East Div.      | Endstand | Quelle          |
| ------- | ---------------------- | --------------------- | -------- | --------------- |
| 1946/47 | Chicago Stags          | Philadelphia Warriors | 1:4      | 1947 BAA Finals |
| 1947/48 | Baltimore Bullets      | Philadelphia Warriors | 4:2      | 1948 BAA Finals |
| 1948/49 | Minneapolis Lakers     | Washington Capitols   | 4:2      | 1949 BAA Finals |
| 1949/50 | Minneapolis Lakers     | Syracuse Nationals    | 4:2      | 1950 NBA Finals |
| 1950/51 | Rochester Royals       | New York Knicks       | 4:3      | 1951 NBA Finals |
| 1951/52 | Minneapolis Lakers     | New York Knicks       | 4:3      | 1952 NBA Finals |
| 1952/53 | Minneapolis Lakers     | New York Knicks       | 4:1      | 1953 NBA Finals |
| 1953/54 | Minneapolis Lakers     | Syracuse Nationals    | 4:3      | 1954 NBA Finals |
| 1954/55 | Fort Wayne Pistons     | Syracuse Nationals    | 3:4      | 1955 NBA Finals |
| 1955/56 | Fort Wayne Pistons     | Philadelphia Warriors | 1:4      | 1956 NBA Finals |
| 1956/57 | St. Louis Hawks        | Boston Celtics        | 3:4      | 1957 NBA Finals |
| 1957/58 | St. Louis Hawks        | Boston Celtics        | 4:2      | 1958 NBA Finals |
| 1958/59 | Minneapolis Lakers     | Boston Celtics        | 0:4      | 1959 NBA Finals |
| 1959/60 | St. Louis Hawks        | Boston Celtics        | 3:4      | 1960 NBA Finals |
| 1960/61 | St. Louis Hawks        | Boston Celtics        | 1:4      | 1961 NBA Finals |
| 1961/62 | Los Angeles Lakers     | Boston Celtics        | 3:4      | 1962 NBA Finals |
| 1962/63 | Los Angeles Lakers     | Boston Celtics        | 2:4      | 1963 NBA Finals |
| 1963/64 | San Francisco Warriors | Boston Celtics        | 1:4      | 1964 NBA Finals |
| 1964/65 | Los Angeles Lakers     | Boston Celtics        | 1:4      | 1965 NBA Finals |
| 1965/66 | Los Angeles Lakers     | Boston Celtics        | 3:4      | 1966 NBA Finals |
| 1966/67 | San Francisco Warriors | Philadelphia 76ers    | 2:4      | 1967 NBA Finals |
| 1967/68 | Los Angeles Lakers     | Boston Celtics        | 2:4      | 1968 NBA Finals |
| 1968/69 | Los Angeles Lakers     | Boston Celtics        | 3:4      | 1969 NBA Finals |
| 1969/70 | Los Angeles Lakers     | New York Knicks       | 3:4      | 1970 NBA Finals |

### Seit 1970
| Saison  | Sieger West            | Sieger East         | Endstand | Quelle          |
| ------- | ---------------------- | ------------------- | -------- | --------------- |
| 1970/71 | Baltimore Bullets      | Milwaukee Bucks     | 0:4      | 1971 NBA Finals |
| 1971/72 | Los Angeles Lakers     | New York Knicks     | 4:1      | 1972 NBA Finals |
| 1972/73 | Los Angeles Lakers     | New York Knicks     | 1:4      | 1973 NBA Finals |
| 1973/74 | Milwaukee Bucks        | Boston Celtics      | 3:4      | 1974 NBA Finals |
| 1974/75 | Golden State Warriors  | Washington Bullets  | 4:0      | 1975 NBA Finals |
| 1975/76 | Phoenix Suns           | Boston Celtics      | 2:4      | 1976 NBA Finals |
| 1976/77 | Portland Trail Blazers | Philadelphia 76ers  | 4:2      | 1977 NBA Finals |
| 1977/78 | Seattle SuperSonics    | Washington Bullets  | 3:4      | 1978 NBA Finals |
| 1978/79 | Seattle SuperSonics    | Washington Bullets  | 4:1      | 1979 NBA Finals |
| 1979/80 | Los Angeles Lakers     | Philadelphia 76ers  | 4:2      | 1980 NBA Finals |
| 1980/81 | Houston Rockets        | Boston Celtics      | 2:4      | 1981 NBA Finals |
| 1981/82 | Los Angeles Lakers     | Philadelphia 76ers  | 4:2      | 1982 NBA Finals |
| 1982/83 | Los Angeles Lakers     | Philadelphia 76ers  | 0:4      | 1983 NBA Finals |
| 1983/84 | Los Angeles Lakers     | Boston Celtics      | 3:4      | 1984 NBA Finals |
| 1984/85 | Los Angeles Lakers     | Boston Celtics      | 4:2      | 1985 NBA Finals |
| 1985/86 | Houston Rockets        | Boston Celtics      | 2:4      | 1986 NBA Finals |
| 1986/87 | Los Angeles Lakers     | Boston Celtics      | 4:2      | 1987 NBA Finals |
| 1987/88 | Los Angeles Lakers     | Detroit Pistons     | 4:3      | 1988 NBA Finals |
| 1988/89 | Los Angeles Lakers     | Detroit Pistons     | 0:4      | 1989 NBA Finals |
| 1989/90 | Portland Trail Blazers | Detroit Pistons     | 1:4      | 1990 NBA Finals |
| 1990/91 | Los Angeles Lakers     | Chicago Bulls       | 1:4      | 1991 NBA Finals |
| 1991/92 | Portland Trail Blazers | Chicago Bulls       | 2:4      | 1992 NBA Finals |
| 1992/93 | Phoenix Suns           | Chicago Bulls       | 2:4      | 1993 NBA Finals |
| 1993/94 | Houston Rockets        | New York Knicks     | 4:3      | 1994 NBA Finals |
| 1994/95 | Houston Rockets        | Orlando Magic       | 4:0      | 1995 NBA Finals |
| 1995/96 | Seattle SuperSonics    | Chicago Bulls       | 2:4      | 1996 NBA Finals |
| 1996/97 | Utah Jazz              | Chicago Bulls       | 2:4      | 1997 NBA Finals |
| 1997/98 | Utah Jazz              | Chicago Bulls       | 2:4      | 1998 NBA Finals |
| 1998/99 | San Antonio Spurs      | New York Knicks     | 4:1      | 1999 NBA Finals |
| 1999/00 | Los Angeles Lakers     | Indiana Pacers      | 4:2      | 2000 NBA Finals |
| 2000/01 | Los Angeles Lakers     | Philadelphia 76ers  | 4:1      | 2001 NBA Finals |
| 2001/02 | Los Angeles Lakers     | New Jersey Nets     | 4:0      | 2002 NBA Finals |
| 2002/03 | San Antonio Spurs      | New Jersey Nets     | 4:2      | 2003 NBA Finals |
| 2003/04 | Los Angeles Lakers     | Detroit Pistons     | 1:4      | 2004 NBA Finals |
| 2004/05 | San Antonio Spurs      | Detroit Pistons     | 4:3      | 2005 NBA Finals |
| 2005/06 | Dallas Mavericks       | Miami Heat          | 2:4      | 2006 NBA Finals |
| 2006/07 | San Antonio Spurs      | Cleveland Cavaliers | 4:0      | 2007 NBA Finals |
| 2007/08 | Los Angeles Lakers     | Boston Celtics      | 2:4      | 2008 NBA Finals |
| 2008/09 | Los Angeles Lakers     | Orlando Magic       | 4:1      | 2009 NBA Finals |
| 2009/10 | Los Angeles Lakers     | Boston Celtics      | 4:3      | 2010 NBA Finals |
| 2010/11 | Dallas Mavericks       | Miami Heat          | 4:2      | 2011 NBA Finals |
| 2011/12 | Oklahoma City Thunder  | Miami Heat          | 1:4      | 2012 NBA Finals |
| 2012/13 | San Antonio Spurs      | Miami Heat          | 3:4      | 2013 NBA Finals |
| 2013/14 | San Antonio Spurs      | Miami Heat          | 4:1      | 2014 NBA Finals |
| 2014/15 | Golden State Warriors  | Cleveland Cavaliers | 4:2      | 2015 NBA Finals |
| 2015/16 | Golden State Warriors  | Cleveland Cavaliers | 3:4      | 2016 NBA Finals |
| 2016/17 | Golden State Warriors  | Cleveland Cavaliers | 4:1      | 2017 NBA Finals |
| 2017/18 | Golden State Warriors  | Cleveland Cavaliers | 4:0      | 2018 NBA Finals |
| 2018/19 | Golden State Warriors  | Toronto Raptors     | 2:4      | 2019 NBA Finals |
| 2019/20 | Los Angeles Lakers     | Miami Heat          | 4:2      | 2020 NBA Finals |
| 2020/21 | Phoenix Suns           | Milwaukee Bucks     | 2:4      | 2021 NBA Finals |
| 2021/22 | Golden State Warriors  | Boston Celtics      | 4:2      | 2022 NBA Finals |
| 2022/23 | Denver Nuggets         | Miami Heat          | 4:1      | 2023 NBA Finals |
| 2023/24 | Dallas Mavericks       | Boston Celtics      | 1:4      | 2024 NBA Finals |
| 2024/25 | Oklahoma City Thunder  | Indiana Pacers      | 4:3      | 2025 NBA Finals |

### West vs. East
|       | West | East | Gesamt |
| ----- | ---- | ---- | ------ |
| Siege | 158  | 145  | 303    |
| Titel | 37   | 41   | 78     |

## Teambilanzen

### Finalteilnahmen
| Team                                             | G  | V  | Total | Jahre (G)                                                                                                  | Jahre (V)                                                                                |
| ------------------------------------------------ | -- | -- | ----- | --- | ---------------------------------------------------------------------------------------- |
| Boston Celtics                                   | 18 | 5  | 23    | 1957, 1959, 1960, 1961, 1962, 1963, 1964, 1965, 1966, 1968, 1969, 1974, 1976, 1981, 1984, 1986, 2008, 2024 | 1958, 1985, 1987, 2010, 2022                                                             |
| Minneapolis/Los Angeles Lakers                   | 17 | 15 | 32    | 1949, 1950, 1952, 1953, 1954, 1972, 1980, 1982, 1985, 1987, 1988, 2000, 2001, 2002, 2009, 2010, 2020       | 1959, 1962, 1963, 1965, 1966, 1968, 1969, 1970, 1973, 1983, 1984, 1989, 1991, 2004, 2008 |
| Philadelphia/San Francisco/Golden State Warriors | 7  | 5  | 12    | 1947, 1956, 1975, 2015, 2017, 2018, 2022                                                                   | 1948, 1964, 1967, 2016, 2019                                                             |
| Chicago Bulls                                    | 6  | 0  | 6     | 1991, 1992, 1993, 1996, 1997, 1998                                                                         | -                                                                                        |
| San Antonio Spurs                                | 5  | 1  | 6     | 1999, 2003, 2005, 2007, 2014                                                                               | 2013                                                                                     |
| Syracuse Nationals/Philadelphia 76ers            | 3  | 6  | 9     | 1955, 1967, 1983                                                                                           | 1950, 1954, 1977, 1980, 1982, 2001                                                       |
| Fort Wayne/Detroit Pistons                       | 3  | 4  | 7     | 1989, 1990, 2004                                                                                           | 1955, 1956, 1988, 2005                                                                   |
| Miami Heat                                       | 3  | 4  | 7     | 2006, 2012, 2013                                                                                           | 2011, 2014, 2020, 2023                                                                   |
| New York Knicks                                  | 2  | 6  | 8     | 1970, 1973                                                                                                 | 1951, 1952, 1953, 1972, 1994, 1999                                                       |
| Seattle SuperSonics/Oklahoma City Thunder        | 2  | 3  | 5     | 1979, 2025                                                                                                 | 1978, 1996, 2012                                                                         |
| Houston Rockets                                  | 2  | 2  | 4     | 1994, 1995                                                                                                 | 1981, 1986                                                                               |
| Milwaukee Bucks                                  | 2  | 1  | 3     | 1971, 2021                                                                                                 | 1974                                                                                     |
| Cleveland Cavaliers                              | 1  | 4  | 5     | 2016 | 2007, 2015, 2017, 2018                                                                   |
| Baltimore/Washington Bullets/Washington Wizards  | 1  | 3  | 4     | 1978 | 1971, 1975, 1979                                                                         |
| St. Louis/Atlanta Hawks                          | 1  | 3  | 4     | 1958 | 1957, 1960, 1961                                                                         |
| Portland Trail Blazers                           | 1  | 2  | 3     | 1977 | 1990, 1992                                                                               |
| Dallas Mavericks                                 | 1  | 2  | 3     | 2011 | 2006, 2024                                                                               |
| Denver Nuggets                                   | 1  | 0  | 1     | 2023 | -                                                                                        |
| Toronto Raptors                                  | 1  | 0  | 1     | 2019 | -                                                                                        |
| Rochester Royals                                 | 1  | 0  | 1     | 1951 | -                                                                                        |
| Baltimore Bullets                                | 1  | 0  | 1     | 1948 | -                                                                                        |
| Phoenix Suns                                     | 0  | 3  | 3     | - | 1976, 1993, 2021                                                                         |
| New Orleans/Utah Jazz                            | 0  | 2  | 2     | - | 1997, 1998                                                                               |
| New Jersey/Brooklyn Nets                         | 0  | 2  | 2     | - | 2002, 2003                                                                               |
| Orlando Magic                                    | 0  | 2  | 2     | - | 1995, 2009                                                                               |
| Indiana Pacers                                   | 0  | 2  | 2     | - | 2000, 2025                                                                               |
| Washington Capitols                              | 0  | 1  | 1     | - | 1949                                                                                     |
| Chicago Stags                                    | 0  | 1  | 1     | - | 1947                                                                                     |
| Buffalo Braves/San Diego/Los Angeles Clippers    | -  | -  | -     | - | -                                                                                        |
| Charlotte Hornets                                | -  | -  | -     | - | -                                                                                        |
| Minnesota Timberwolves                           | -  | -  | -     | - | -                                                                                        |
| New Orleans Hornets/Pelicans                     | -  | -  | -     | - | -                                                                                        |
| Vancouver Grizzlies/Memphis Grizzlies            | -  | -  | -     | - | -                                                                                        |

### Spiele
| Sp  | Team                   | G  | V  |
| --- | ---------------------- | -- | -- |
| 185 | Los Angeles Lakers     | 93 | 92 |
| 129 | Boston Celtics         | 77 | 52 |
| 53  | Golden State Warriors  | 34 | 25 |
| 53  | Philadelphia 76ers     | 24 | 29 |
| 48  | New York Knicks        | 20 | 28 |
| 40  | Detroit Pistons        | 22 | 18 |
| 36  | Chicago Bulls          | 24 | 11 |
| 35  | Miami Heat             | 17 | 19 |
| 34  | San Antonio Spurs      | 23 | 11 |
| 30  | Oklahoma City Thunder  | 14 | 16 |
| 25  | Atlanta Hawks          | 11 | 14 |
| 23  | Houston Rockets        | 12 | 11 |
| 22  | Cleveland Cavaliers    | 7  | 19 |
| 20  | Washington Wizards     | 5  | 15 |
| 18  | Phoenix Suns           | 6  | 12 |
| 17  | Milwaukee Bucks        | 11 | 6  |
| 17  | Portland Trail Blazers | 7  | 10 |
| 13  | Indiana Pacers         | 5  | 8  |
| 12  | Dallas Mavericks       | 6  | 6  |
| 12  | Utah Jazz              | 4  | 8  |
| 10  | Brooklyn Nets          | 2  | 8  |
| 9   | Orlando Magic          | 1  | 8  |
| 7   | Sacramento Kings       | 4  | 3  |
| 6   | Baltimore Bullets      | 4  | 2  |
| 6   | Toronto Raptors        | 4  | 2  |
| 6   | Washington Capitols    | 2  | 4  |
| 5   | Denver Nuggets         | 4  | 1  |
| 5   | Chicago Stags          | 1  | 4  |

### Häufigste Paarungen
- 12 Begegnungen: Boston Celtics (9) vs.  Minneapolis/Los Angeles Lakers (3)
- 6 Begegnungen:  Minneapolis/Los Angeles Lakers (5) vs.  Syracuse Nationals/Philadelphia 76ers (1)
- 5 Begegnungen:  Minneapolis/Los Angeles Lakers (3) vs. New York Knicks (2)
- 4 Begegnungen: Golden State Warriors (3) vs. Cleveland Cavaliers (1)
- 4 Begegnungen: Boston Celtics (3) vs.  St Louis/Atlanta Hawks (1)
- 3 Begegnungen: Detroit Pistons (2) vs. Los Angeles Lakers (1)
- 2 Begegnungen: Boston Celtics (2) vs. Houston Rockets (0)
- 2 Begegnungen: Chicago Bulls (2) vs. Utah Jazz (0)
- 2 Begegnungen: Dallas Mavericks (1) vs. Miami Heat (1)
- 2 Begegnungen: Miami Heat (1) vs. San Antonio Spurs (1)
- 2 Begegnungen: Seattle SuperSonics (1) vs. Washington Bullets (1)

(*) Anzahl der Titelsiege in dieser Paarung

## Spieler-Rekorde

### Karriere
- Meiste Finalteilnahmen (12) – Bill Russell
- Meiste Spiele in den Finals (70) – Bill Russell
- Meiste Spielminuten (3185) – Bill Russell
- Meiste Punkte (1679) – Jerry West
- Meiste Freiwürfe (455) – Jerry West
- Meiste Feldtore (612) – Jerry West
- Meiste 2-Punkt-Feldtore (612) – Jerry West
- Meiste 3-Punkt-Feldtore (121) – Stephen Curry
- Meiste Rebounds (1718) – Bill Russell
- Meiste Offensivrebounds (125) – Tim Duncan
- Meiste Defensivrebounds (395) – LeBron James
- Meiste Assists (584) – Magic Johnson
- Meiste Blocks (116) – Kareem Abdul-Jabbar
- Meiste Steals (102) – Magic Johnson
- Meiste Fouls (225) – Bill Russell
- Meiste Disqualifikationen (12) – Satch Sanders
- Meiste Turnover (190) – Magic Johnson, LeBron James

### Meiste Punkte
1. Jerry West – 1679
2. LeBron James – 1562
3. Kareem Abdul-Jabbar – 1317
4. Michael Jordan – 1176
5. Elgin Baylor – 1161
6. Bill Russell – 1151
7. Sam Jones – 1143
8. Tom Heinsohn – 1035
9. John Havlicek – 1020
10. Magic Johnson – 971

### Rekorde pro Spiel
- Meiste Punkte (61) – Elgin Baylor (1962)
- Meiste Feldtore (22) – Elgin Baylor (1962, mit 46 Würfen), Rick Barry (1967, mit 48 Würfen)
- Meiste Drei-Punkt-Feldtore (9) – Stephen Curry (2018)
- Meiste Freiwürfe (21) – Dwyane Wade (2006, n. V.)
- Meiste Rebounds (40) – Bill Russell (1960 und 1962)
- Meiste Assists (21) – Magic Johnson (1984)
- Meiste Blocks (9) – Dwight Howard (2009, n. V.)
- Meiste Steals (7) – Robert Horry (1995)
- Meiste Turnover (10) – Magic Johnson (1980)